# 용인 할미성 대동굿
용인 할미성 대동굿은 시월 상달에 대한민국 경기도 용인의 석성산에서 마을 안녕과 평안을 위해 행하는 마을굿, 대동굿이다. 2016년 1월 6일 용인시의 향토문화재(향토민속) 제1호로 지정되었다.

## 향토문화재 지정
용인지역에서 전승되고 있는 무속의례로서 역사성, 예술성, 지역성을 인정할 수 있고, 굿과 농악이 결합되어 마을의 안녕을 기원하는 전통적인 대동굿의 목적에 부합하므로 향토문화재(향토민속)로 지정되었다.

## 같이 보기
- 석성산